# Die Angst des Tormanns beim Elfmeter (Erzählung)
Die Angst des Tormanns beim Elfmeter ist eine Erzählung des österreichischen Schriftstellers Peter Handke aus dem Jahr 1970.

## Handlung
Handke erzählt die Geschichte des Monteurs und bekannten ehemaligen Fußballtormanns Josef Bloch, der an einem Freitagmorgen seine Arbeit auf einer Baustelle aufgibt, nachdem er den Eindruck hat, er sei entlassen. Er streift über das Wochenende durch die Stadt Wien und knüpft Kontakt zu der Kinokassiererin Gerda, die er nach der ersten gemeinsamen Nacht erwürgt. Bloch fährt anschließend mit dem Bus in einen „südlichen Grenzort“, wo er eine frühere Bekannte aufsucht, ohne zur Ruhe zu kommen. Auch hier ist er ständig unterwegs, während er gleichzeitig wie unbeteiligt verfolgt, eher immer wieder zufällig mitbekommt, dass die Polizei auf seiner Spur ist und sich das Netz um ihn zusammenzieht – Bloch versucht, sich selbst zu überführen. Die Erzählung endet, bevor er verhaftet wird.

## Analyse und Interpretation
Der unstrukturierte Text ist in der dritten Person gehalten, nimmt aber immer die persönliche Perspektive Blochs ein, gleichzeitig Abstand haltend und von innen heraus erzählend. Bloch weist Symptome auf, die denen einer Psychose ähneln. Er wird zum Beispiel immer wieder von seinen Wahrnehmungen gestört, muss ständig alles interpretieren – und wird zugleich vom Erzähler vor den Interpreten geschützt: „Ohne dass er damit etwas ausdrücken wollte, senkte er den Kopf.“
Der Bezug der Erzählung zum Titel bleibt lange Zeit unklar, wird auch nur in einem Abschnitt erwähnt und nur in einem Satz erläutert. Die Vergangenheit Blochs als Tormann ist, ohne dass auf sie näher eingegangen wird, dafür wesentlich. Unwesentlich hingegen ist die Erwähnung eines Fußballspiels, das er sich bei seinem Wiener Wochenende anschaut. Zentral ist lediglich die Schlussfolgerung, die Bloch für sich selbst trifft und die im völligen Gegensatz zu seinem ständigen Bewegungsdrang steht: Nur dem Tormann, der sich völlig ruhig verhält, schießt der Schütze den Ball in die Hände.

## Verfilmung
Es existiert eine gleichnamige Verfilmung aus den Jahren 1971/1972. Regie führte Wim Wenders und die Hauptrolle wurde von Arthur Brauss gespielt.

## Sonstiges
Der Titel wurde im Fußballsport zum geflügelten Wort, jedoch immer mit dem Zusatz versehen, dass es in Wahrheit eher der Schütze ist, der beim Schießen eines Elfmeters Angst verspürt.